# Giovanni Battista Casali
Giovanni Battista Casali (Roma, 1715 – Roma, 6 luglio 1792) è stato un compositore italiano.

## Biografia
Nel 1740 grazie al supporto di Padre Martini (con il quale intrattenne un rapporto di corrispondenza) fu ammesso all'Accademia Filarmonica di Bologna e dal 1745 fu assistente di Girolamo Chiti, maestro di cappella della Cappella musicale Pia Lateranense di San Giovanni in Laterano a Roma, al quale succedette il 4 settembre 1759, posizione che mantenne fino alla morte (nonostante dai libri contabili della basilica risulti pensionato a partire dall'agosto 1791). Fu inoltre membro della Congregazione dei musici di Santa Cecilia di Roma, dove servì come esaminatore e nella quale negli anni 1752-3, 1760-1, 1771-2 e 1779-91 detenne la carica di Guardiano della sezione dei maestri Compositori. Dal 1754 fino alla morte fu maestro di cappella anche della chiesa di Santa Maria in Vallicella. Alla sua morte, avvenuta nel luglio del 1792, la posizione che aveva a San Giovanni fu occupata da Pasquale Anfossi. Tra i suoi allievi si ricorda il compositore francese André-Ernest-Modeste Grétry che studiò con Casali per due anni.

## Considerazioni sull'artista
Casali scrisse una parte delle composizioni seguendo il severo stile contrappuntistico della scuola romana, ma anche impiegando il moderno stile concertante (tipico della scuola veneziana) con parti virtuosistiche e una scrittura omofona.

## Composizioni

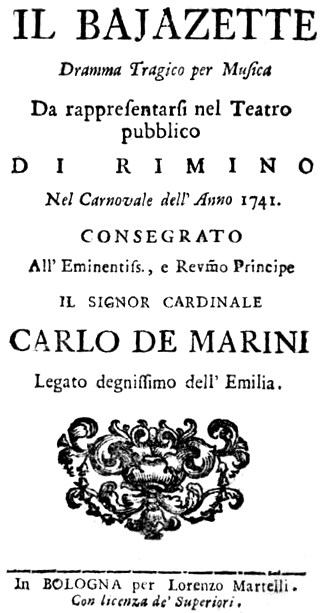
Il Bajazette (1971)

### Opere
- Candaspe (Campaspe) regina de' Sciti (dramma per musica, libretto di Bartolomeo Vitturi, 1740, Venezia)
- La costanza vincitrice (dramma per musica, 1740, San Giovanni in Persicato)
- Il Bajazette (opera, libretto di Agostino Piovene, 1741, Rimini)
- La lavandarina (intermezzo, libretto di A. Lungi, 1746, Roma)
- Le furbarie di Bruscolo Trasteverino (intermezzo, 1747, Roma)
- La finta merciaia (tedesca) (intermezzo, 1747, Roma)
- L'impazzito (intermezzo, libretto di G. Aureli, 1748, Roma)
- Antigona (dramma per musica, libretto di Gaetano Roccaforte, 1752, Teatro Regio di Torino diretta da Giovanni Battista Somis)
- Arianna e Teseo (perduta)
- Arie per Endimione (libretto di Pietro Metastasio)

### Oratori
- Santa Fermina (1748, Roma)
- Per la festività dell'assunzione di Maria Vergine (1753, Roma)
- La natività della Vergine (1754, Foligno)
- Il roveto di Mosè (1755, Roma)
- La pazienza ricompensata negli avvenimenti di Tobia (1761, Bologna)
- La benedizione di Giacobbe (1761, Roma)
- Salomone re d'Israele (1770, Roma)
- Pastorale per il Santissimo Natale (1770, Roma)
- Abigail (1770; perduto)
- Componimento drammatico per la festività del Santo Natale (1773, Roma)
- Componimento sacro per la festa di San Filippo Neri (1773)
- L'adorazione de' magi (Roma)

### Altri lavori sacri
- 25 circa messe per 4-5 voci e 8-9 voci
- Messa pastorale
- Oltre 150 antifone per 1-4 voci
- 60 circa salmi per 4-8 voci
- 110 circa graduali per 2 voci
- Oltre 90 offertori
- 10 circa Magnificat per 4-9 voci
- 43 circa inni
- Oltre 20 mottetti
- Varie cantate, sequenze, alleluia e responsori
- Tantum ergo
- Altri lavori sacri minori